# Амвросий Александрийский (III век)
Амвро́сий Александри́йский (др.-греч. Ἀμβρόσιος Ἀλεξανδρείας; лат. Ambrosius Alexandrinus; III век) — диакон христианской церкви в Александрии, государственный и церковный деятель, меценат, исповедник, писатель, друг Оригена Адаманта.

## Сведения
Амвросий почитается как святой в Католической церкви, память 17 марта.
Иероним Стридонский в своей книге «О знаменитых мужах» посвятил Амвросию 56-ю главу.
Место и год рождения неизвестны. Амвросий был знатным и богатым придворным в Александрии. Амвросий не принадлежал к Церкви, а был по разным источникам последователем учения или Валентина, или Маркиона, или Савеллия. В Палестине Ориген познакомился с Амвросием. Ориген убедил Амвросия отказаться от ереси и присоединиться к Церкви. Для него, а также для пресвитера Протоктета Ориген написал книгу «Увещание к мученичеству». Амвросий был учёным и ревностным к изучению Священного Писания. Амвросий оценил выдающейся ум, способности и знания Оригена и предложил Оригену заняться изучением и толкованием Священного Писания за его счёт. Ориген согласился на предложение. Ориген поселился в Тире Финикийском, где в течение двадцати восьми лет провёл жизнь в трудах, собирая, изучая и изъясняя Священное Писание. Амвросий целиком и полностью обеспечил Оригена всем необходимым, он покупал списки Священного Писания, а также оплачивал письменные принадлежности и труды, не только Оригена, но и труды помощников Оригена, в качестве которых были более семи скорописцев, писавших под диктовку Оригена, сменявших по очереди через определенное время друг друга; столько же было переписчиков и красиво писавших девушек. Амвросий стал диаконом в церкви, и стал исповедником во время гонения Максимина на христиан в 235 году. Ориген называет Амвросия своим «учителем», по причине того, что именно Амвросий всячески поощрял Оригена к созданию его трудов. Амвросий также обладал не меньшим литературным талантом чем Ориген, как об этом пишет Иероним Стридонский, указывают его письма к Оригену. Письма не сохранились. Амвросий умер раньше Оригена и многими порицался за то, что, будучи богатым человеком, не вспомнил перед смертью в своем завещании старого и нуждающегося друга — Оригена.